# Meerlo-Wanssum
Meerlo-Wanssum uitspraakⓘ is een voormalige gemeente in Nederlands Limburg. De gemeente is in 1969 gevormd, telde 7718 inwoners (2006, bron: CBS) en had een oppervlakte van 39,41 km² (waarvan 0,89 km² water).

## Kernen
Tot de gemeente behoorden Blitterswijck, Geijsteren, Meerlo (gemeentehuis), Swolgen, Tienray en Wanssum.
De plaatsen Meerlo, Swolgen en Tienray zijn per 1 januari 2010 samen met de gemeenten Horst aan de Maas en Sevenum opgegaan in de nieuwe gemeente Horst aan de Maas. Per diezelfde datum zijn de plaatsen Blitterswijck, Geijsteren en Wanssum door middel van grenswijziging bij de gemeente Venray gevoegd.

## Geschiedenis
Meerlo, Wanssum en de andere dorpen behoorden bij het Overkwartier van Gelre of Spaans Opper-Gelre. Tijdens de Spaanse Successieoorlog werd het gebied door Pruisische troepen bezet, en zo bleef het als deel van Pruisisch Opper-Gelre ongeveer een eeuw lang Duits (tot 1814). In 1969 gingen de gemeenten Meerlo en Wanssum op in de nieuwe gemeente Meerlo-Wanssum.

## Gemeenteraad
De gemeenteraad telde ten tijde van de opheffing 13 zetels in de volgende verdeling:
- Progressieve Kombinatie - 5 zetels
- CDA - 4 zetels
- GP94 - 2 zetels
- PvdA - 2 zetels

Meerlo-Wanssum heeft twee burgemeesters gehad: van 1969 tot 1985 René Dittrich en daarna tot de opheffing op 1 januari 2010 Joep Hahn.

## Aangrenzende gemeenten (2009)
| Aangrenzende gemeenten | Aangrenzende gemeenten | Aangrenzende gemeenten | Aangrenzende gemeenten | Aangrenzende gemeenten |
| ---------------------- | ---------------------- | ---------------------- | ---------------------- | ---------------------- |
| Boxmeer (NB)           |                        |                        |                        | Bergen                 |
|                        |                        |                        |                        |                        |
| Venray                 |                        |                        |                        |                        |
|                        |                        |                        |                        |                        |
| Horst aan de Maas      |                        |                        |                        |                        |